# Граматици
Граматици е село в Северна България. То се намира в община Елена, област Велико Търново.

## География
Село Граматици се намира на около 2 километра северно от село Костел. Разположено е на левия бряг на Костелската река. Данните сочат съществуването му от годините на османската власт.

## Личности
Иван Недялков Денчев – опълченец
проф.д-р Никола Иванов Стоянов – преподавател в Лесотехнически университет